# 하트퍼드선
하트퍼드 라인(영어: Hartford Line)은 코네티컷주 뉴헤이븐 유니언 역과 매사추세츠주 스프링필드 유니언 역을 잇는 통근열차이다.

## 개요
이 열차는 암트랙의 노선 중 가장 짫은 노선으로 2011년 통계에서 380,896명이 이 노선을 이용했다. 이는 2010년 기준으로 연간 4.8%가 늘어났다. 암트랙이 소유하고 있는 철도 노선인 뉴헤이븐 스프링필드 선을 따라 운행한다.

## 사진

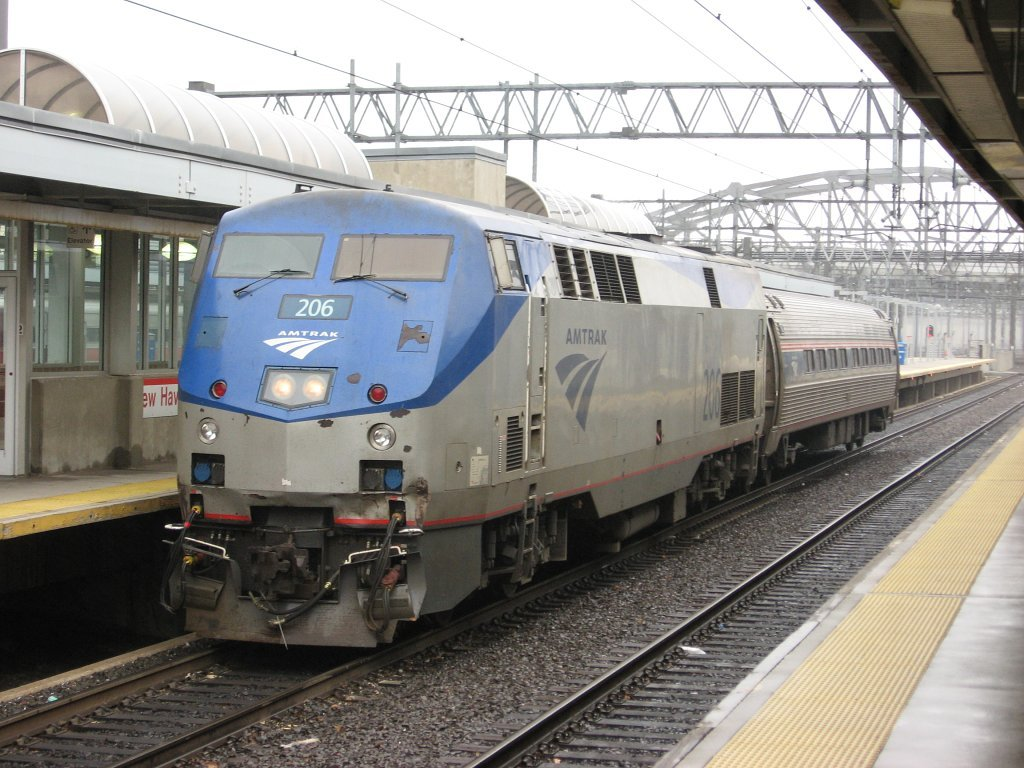
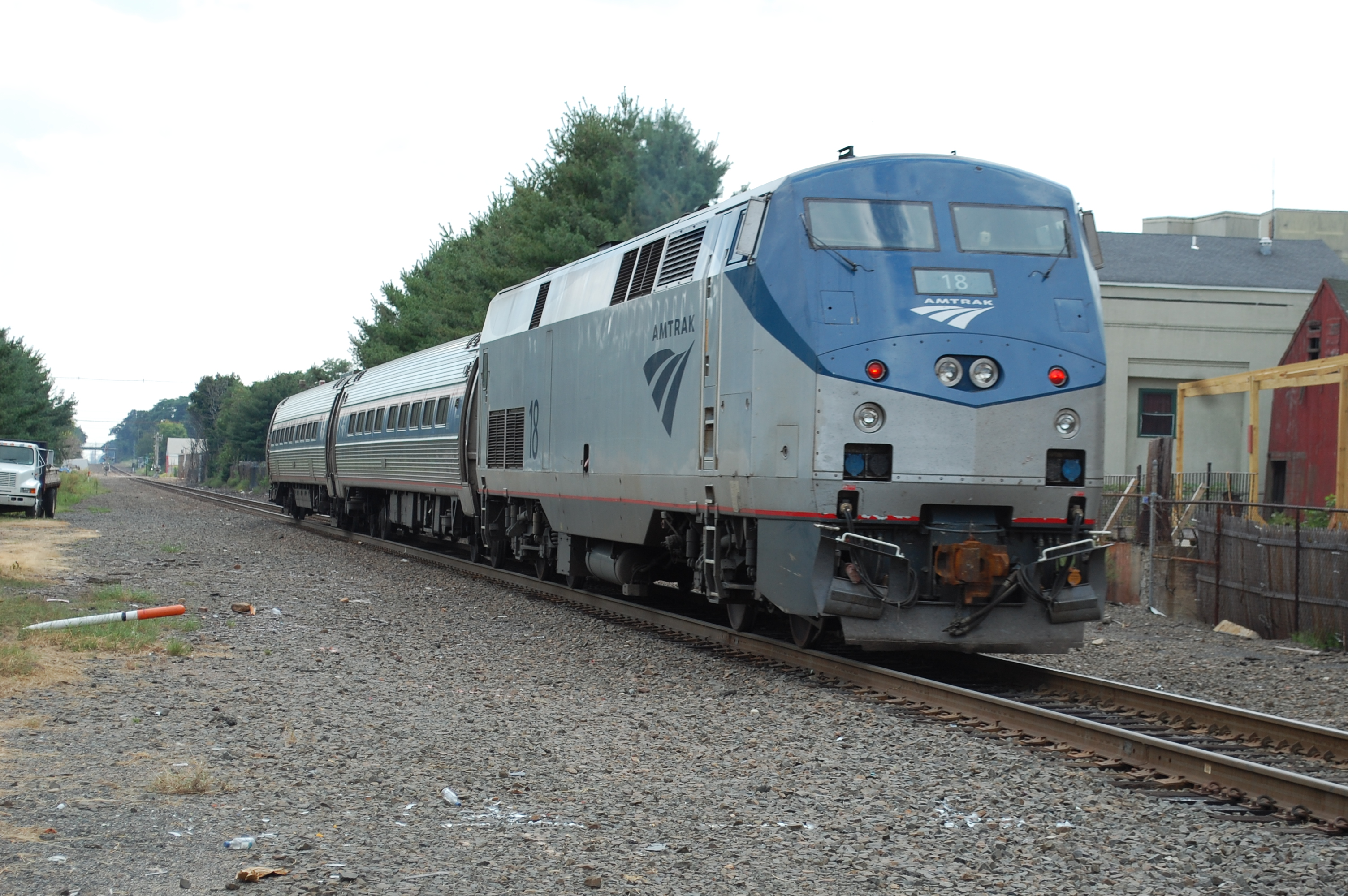
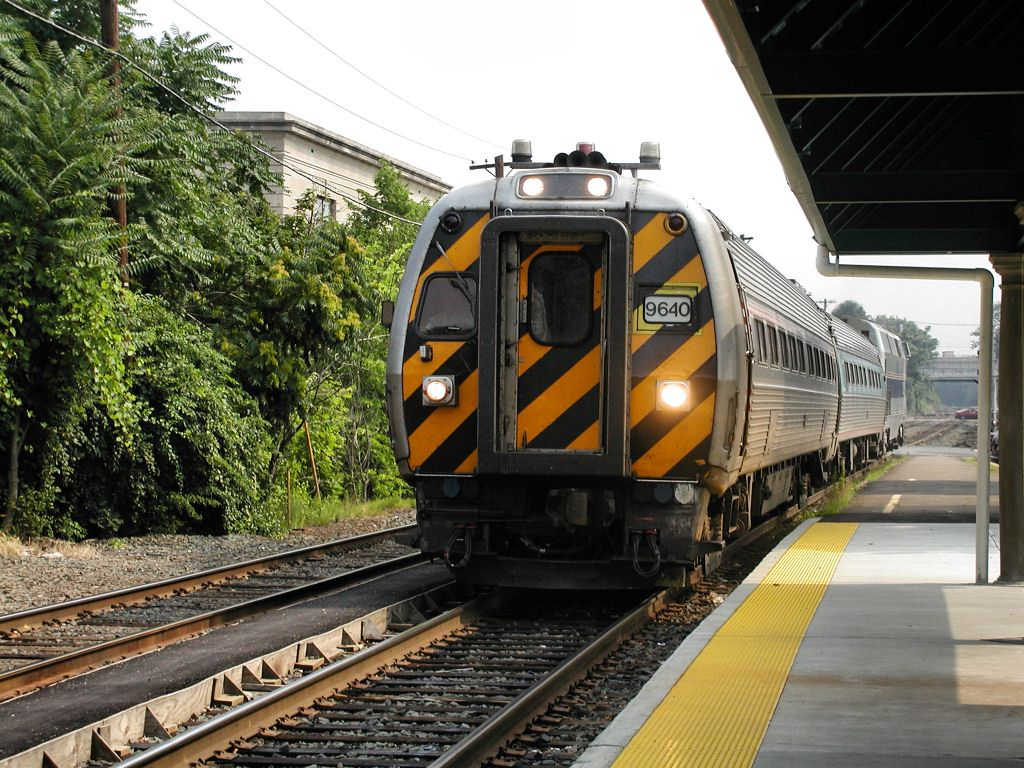
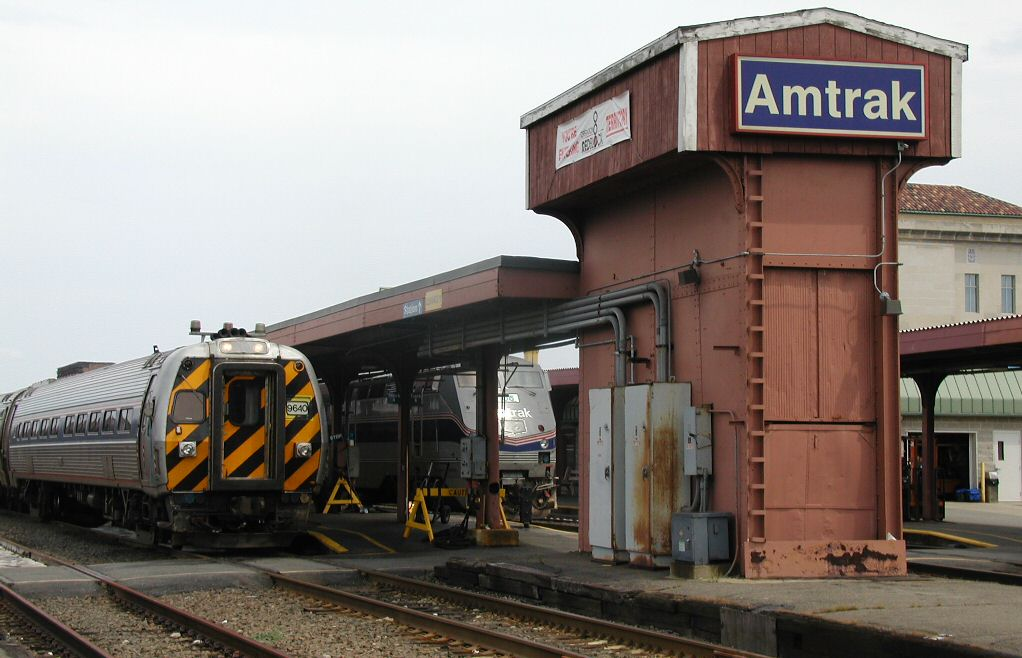
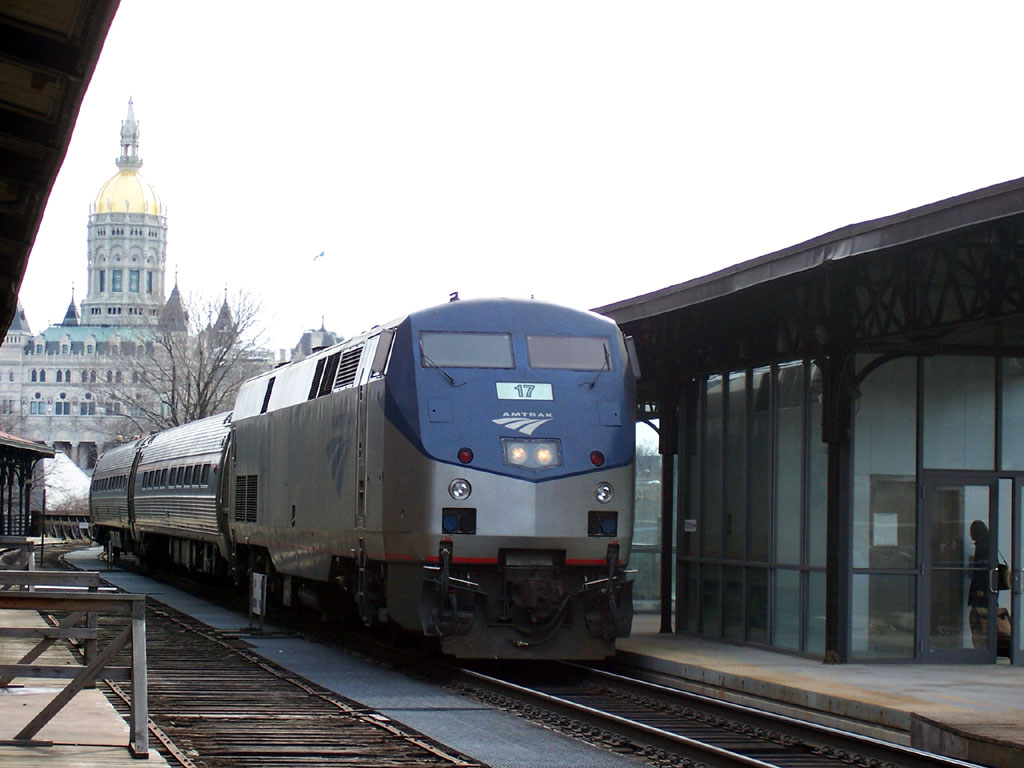
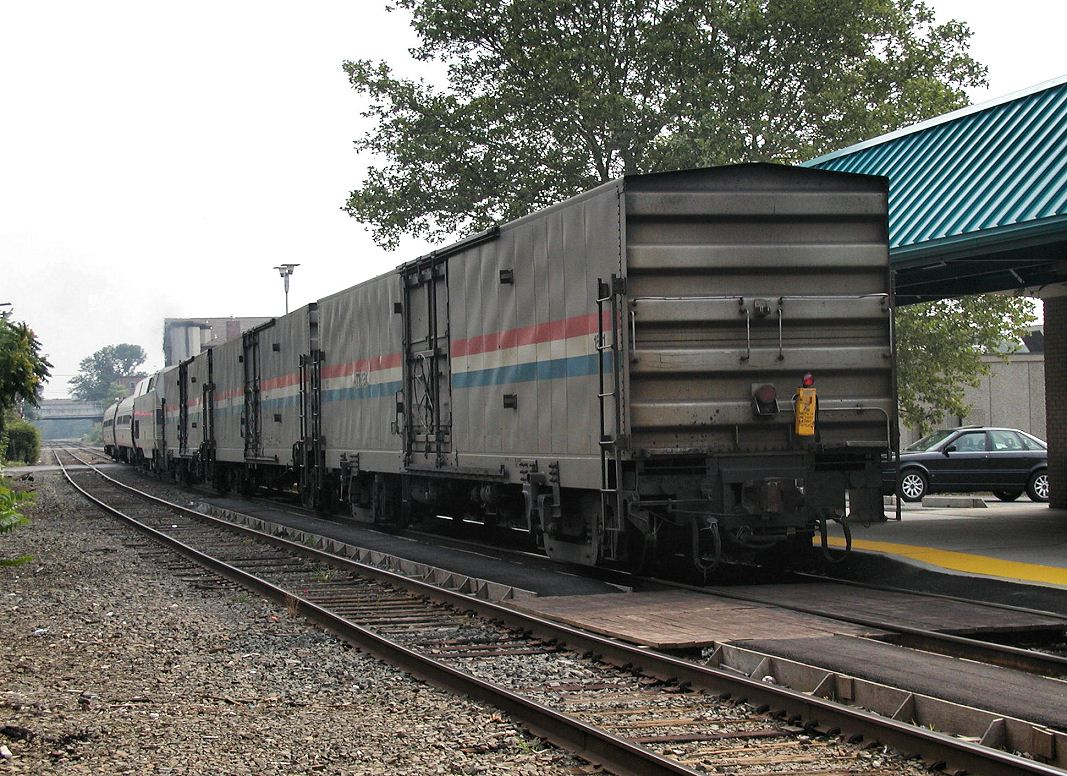